# Кароль Сцібор-Мархоцький
Кароль Сцібор-Мархоцький (1794 м./тепер село/ Миньківці Дунаєвецький р-н, Хмельницька обл. — листопад 1881 рр., м. Одеса) — один з керівників Польського повстання 1830-31 рр. на Поділлі, яскравий представник покоління українсько[джерело?]-польської інтелігенції XIX століття, соратник багатьох видатних поляків і росіян-опозиціонерів, зокрема, Адама Міцкевича.

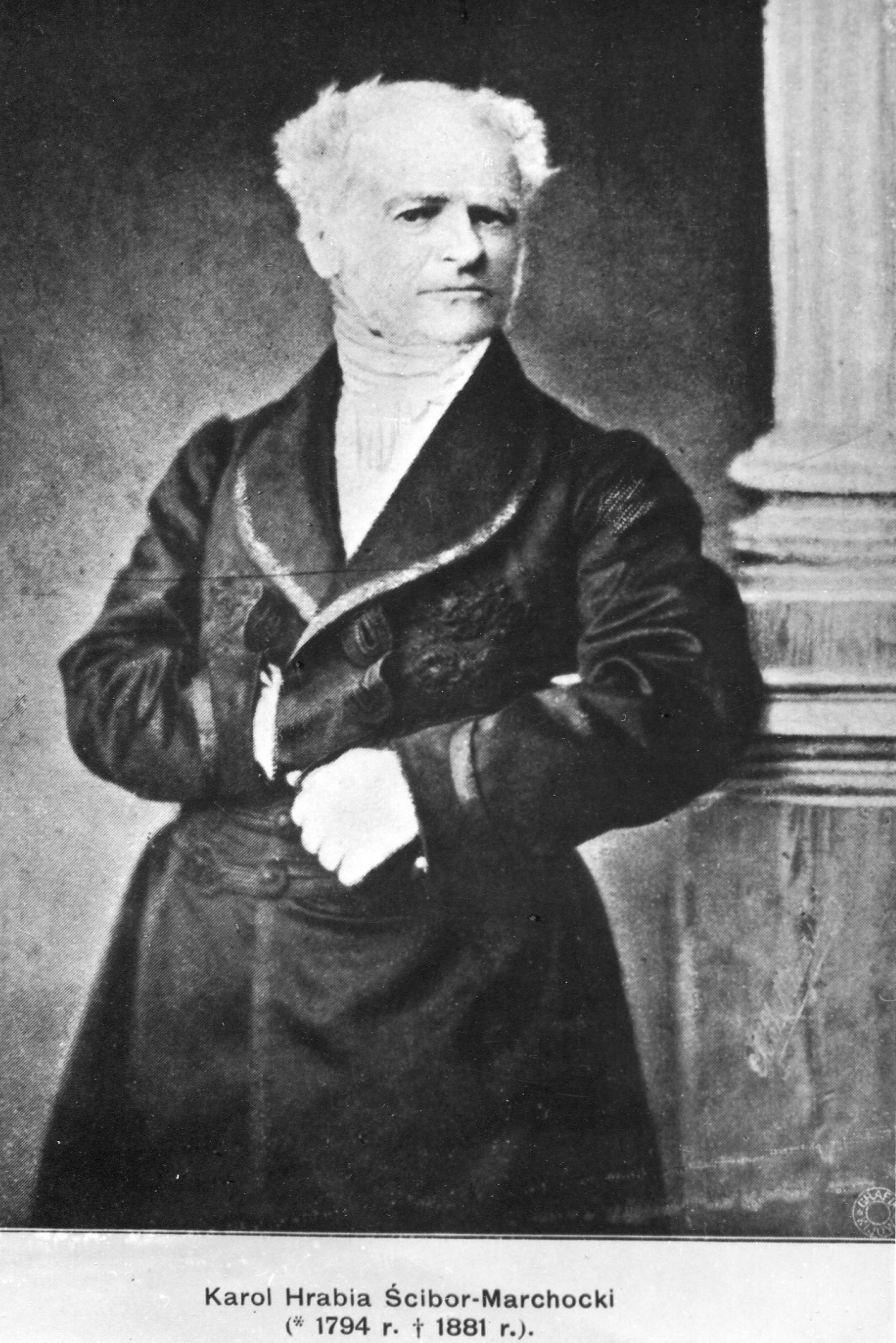

Батьки — антикріпосник Ігнацій Сцібор-Мархоцький та Ева Руффі. Освіту отримував вдома — батько, виховував і навчав хлопчину та доньок за рекомендаціями Ж. Ж. Руссо «назад до природи!». Чимало важливого пізнав він і під час спільних з батьком закордонних подорожей. По батьківській лінії йому передалися музичні здібності. З раннього дитинства Кароль був одним з головних героїв Обжинків (Свята Церери), де у костюмі  пастушка прокладав першу борозну на полі.

### Діяльність
Ставши повнолітнім і отримавши певні права, Кароль Мархоцький занурився у вир подій та віянь, які  зароджувалися, розквітали і занепадали у тогочасному суспільстві. Від батька він перейняв захоплення ідеалами французьких просвітителів. Був невід'ємною частинкою подільського бомонду, зокрема, членом масонської ложі «Озіріс до полум'яної зорі», що з 1818 по 1822 р. діяла у Кам'янці-Подільському. Після розгону подільських масонів наступні роки життя молодого графа були тісно пов'язані з Причорномор'ям. 1824 р. він надав допомогу відомому вченому-ботаніку А. Л. Андржейовському (1785—1868 рр.), котрий спільно з К. Монюшко збирав колекції рослин на Півдні України.
Незважаючи, що наражав себе на небезпеку і потенційне ув'язнення, К. Мархоцький зробив чималу послугу опальному польському поету Адаму Міцкевичу, коли той у 1825 р., жив у Одесі, і мав заборону на вільне пересуватися по території Причорномор'я. Саме, К. Мархоцький посприяв таємному виїзду з міста до свого хутора Любомили. Там поет написав перший варіант знаменитого сонету «Акерманский степ», а К. Мархоцький організував незаконний перетин лиману та зустріч А. Міцкевича з другом Серафимом Гациським у Акермані.

### Національно-визвольна діяльність
Наприкінці 1825 р. Кароля Мархоцького підозрювали у зв'язках з декабристами. Його заарештували, тимчасово етапували у м. Б'ялисток, але після кількоденних допитів відпустили додому.
У 1831 р. К. Мархоцький Кароль був у гущі національно-визвольних подій, спільно з іншими поміщиками Ушицькому повіті підтримав «Патріотичне товариство» і його керівний орган на Поділлі. Його обрали делегатом від подільских повстанців до генерала Юзефа Дверницького, який базувався на Волині. У березні 1831 р. разом з С. Раціборським К. Мархоцького обрали помічником (емісаром) графа В. Тишкевича, на якого покладалася підготовка самого повстання.
Після отримання звістки, що генерал Дверницький з військом  вирушив на Поділля, 30 квітня 1831 року з власного помістя Струга виступив маршалок Леон Стемпковський з братом Вінсентом та 57 добровольцями. Проте  після перших невдач  Л.Стемковський відмовитися від керівництва загоном і передав його К.Мархоцькому. Неподалік від Бару загін Мархоцького зріс до 87 кіннотників. Близькість міста, де уклали Барську конфедерацію, підіймало патріотичний дух повстанців. Однак надія на поповнення невеликого загону могилівськими і ямпольськими союзниками не оправдалася. Ще й до того половина своїх покинула лави.
Останній бій повстанців провели біля с. Струга. Л. Стемпковського полонили.  Дещо пізніше при спробі перебратися до Галичини, в полон потрапив і капітан К.Мархоцький, якого після арешту відправили до Житомира. По завершенні слідства графа Мархоцького вислали до Курська, а потім до Пермі. Проте наприкінці 1832 р. К. Мархоцький повернувся у Миньківці, де й мешкав під таємним наглядом.
1836 р. на Поділля прибув засновник організації «Молода Польща», радикальний політик Шимон Конарський.  Через своїх однодумців гість запрошував на зустрічі місцевих поміщиків-поляків і агітував вступити до товариства, зокрема, і К. Мархоцького. Той не погодився. Але після того як у травні 1838 р. Ш. Конарського заарештували у Вільно, учасників «Молодої Польщі» і К. Мархоцького, зокрема, після слідства засудили і відправили до Тобольська.
К. Мархоцький отримав статус змовника. У нього остаточно конфіскували у власність держави м. Миньківці і довколишні села.
На засланні у Тобольську К. Мархоцький затоваришував з декабристами М. О. Фонвізіним і Н. Д. Фонвізіною, братами Павлом і Сергієм Бобрищевими-Пушкінами, І. О. Анненковим, О. М. Муравйовим, доктором Ф. Б. Вольфом, С. М. Семеновим, Ф. М. Башмаковим, П. М. Свистуновим, бароном В. І. Штейнгелем, князем О. П. Барятинским. Доброзичливо відгукувалися про К. Мархоцького у своїх мемуарах видатна польська патріотка Ева Феліньська і навіть донька російського чиновника Марія Францева.

### Сільськогосподарські  здобутки
Відбувши покарання, К. Мархоцький повернувся із заслання до Одеси. Польський історик Т. Цєсельський, посилаючись на документи з Державного архіву Одеської області, стверджує, що це сталося близько 1852 р. Тоді ж придбав у Медзяховських 110 га землі з маєтку Любомиля, намагався повернути решту земель через суд, але на той час це не  вдалося . В інших документах та спогадах, на які посилається одеський дослідник Мархоцьких та Руффіполісу С.Аргатюк, читаємо, що провівши в засланні 6 років, К. Мархоцький 1845 р. отримав дозвіл на поселення біля Одеси і того ж року виїхав з Тобольська. Після повернення до Андріанівки (Грибівки) К. Мархоцький хазяйнував на своїй ділянці землі, виділеній сестрою Емілією. В «Алфавітному списку населених місць Херсонської губернії, з показом їх власників» (на 1856 р.) вказано, що К. Мархоцькому належать хутори Бузиновата (Роксолани) і Отарик, де разом нараховувалося 25 дворів, тоді як Біляївка (Любомила) була записана за його сестрою, полковницею Емілією Інгістовою. Ще одним аргументом на користь другої версії є повідомлення про те, що наприкінці 40-х років К. Мархоцький знову підтримав науковців. Цього разу — археолога П. В. Беккера, котрий задався темою знайти в дельті р. Барабой залишки давньогрецької Офіуси. Більше того, на честь племені роксоланів перейменував у Роксолани село Бузиновата.
За словами Маріяна Дубецького, після повернення із заслання К. Мархоцький: «чи не до останніх днів працював як селянин на невеликій ділянці землі». У сільськогосподарських журналах навіть побачили світ кілька його статей про акліматизацію зернової пшениці-арнаутки в степовій зоні. Напередодні селянської реформи 1861 року перевів  місцевих селян у розряд державних.
На початку 1860-х років  К. Мархоцький знову потрапив  під нагляд поліції. Напередодні так званого другого польського повстання 1863—1864 рр. він бував у будинку Шеліотів (Шеміотів) в Одесі, де велися розмови про визволення Польщі.
Кароль Сцібор-Мархоцкий помер на початку листопада 1881 р. і похований у м. Одеса.

### Родина і нащадки
Його невелику маєтність успадкували п'ять синів, які народилися у шлюбі з другою дружиною Елеонорою Рогузькою (1819—1897 рр.): Альберт (1850—1911), Людвіг (1852—1936), Карл (1854—1929), Казимир (1856—1915), і Юліан-Клавдій (1858—1928).